# Andreu Alfaro i Hernández

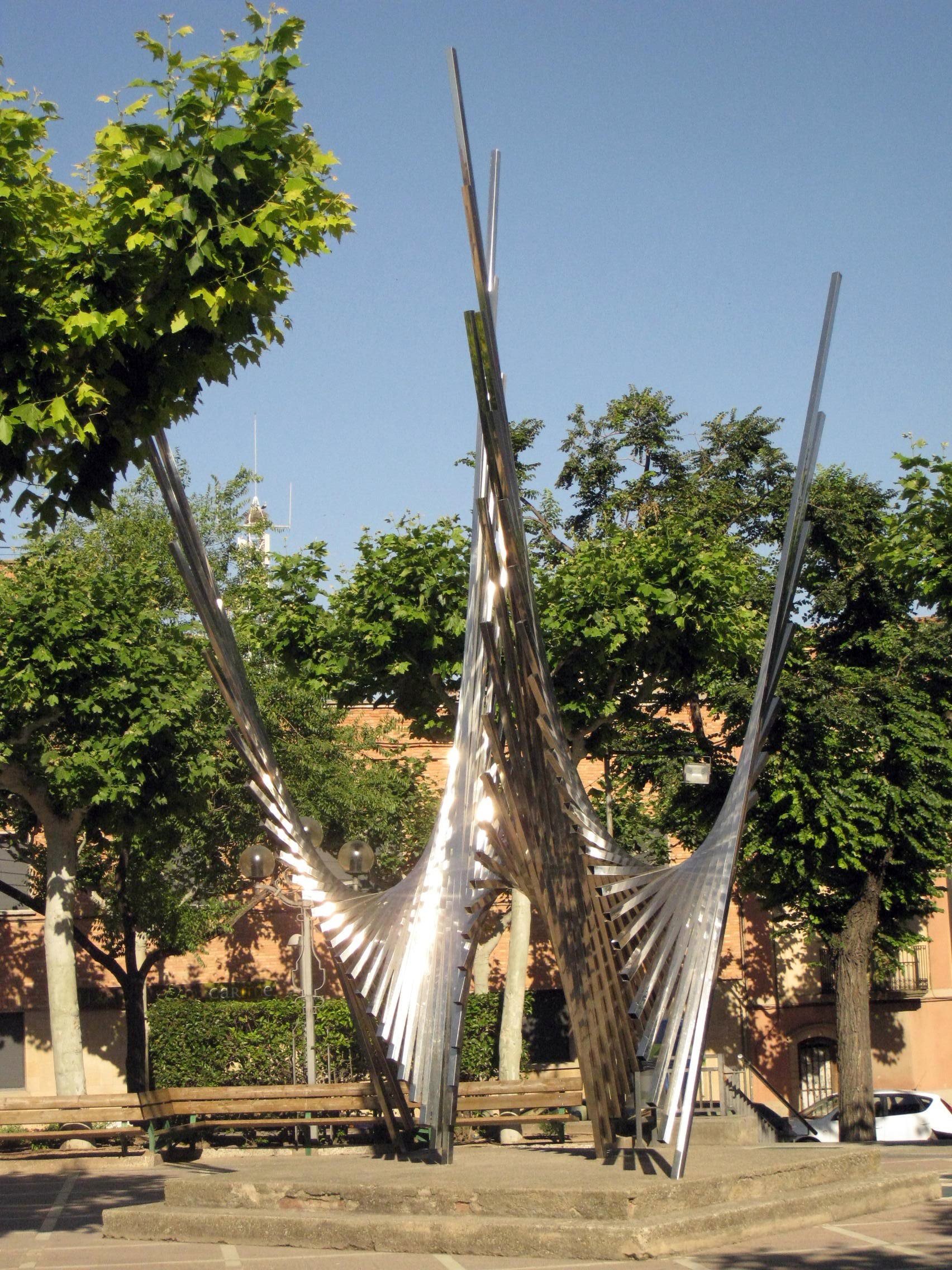
Monument als Països Catalans (1981), d'Andreu Alfaro, a la plaça del Carme de Tàrrega

Andreu Alfaro i Hernández (València, 5 d'agost de 1929 – Rocafort, Horta Nord, 13 de desembre de 2012) fou un escultor valencià, relacionat amb el Grup Parpalló (1957) i influït pels constructivistes, com Brâncuşi o Pevsner, i per Jorge Oteiza. Se'l considerava un dels referents artístics dels Països Catalans de la segona meitat del segle xx.

## Biografia
Andreu Alfaro va néixer el 1929 a València en una família de carnissers. La seua educació, tant l'escola com l'institut, va estar marcada per docents seguidors de la Institució Lliure d'Ensenyament (ILE). El 1933 ingressà a l'Escola Cossío, una iniciativa pedagògica promoguda a la ciutat de València per seguidors de l'ILE, entre els quals s'hi trobaven Angelina Carnicer, María Moliner i Salvador la Casta. El 1936 ingressà en l'Institut Escola de Segona Ensenyança, un centre públic sota la tutela de la Junta per a l'Ampliació d'Estudis i promogut també per l'ILE.
Acabada la Guerra Civil va començar un temps difícil per a la seua família, a causa del seu suport a la causa republicana. El seu tio Vicent Alfaro i Moreno, que havia sigut alcalde de València el 1932 i més tard fundador del partit Esquerra Valenciana, va ser empresonat i condemnat a mort, que li va ser finalment commutada. En el context de la repressió franquista, les autoritats dificultaren l'abastiment al negoci familiar.
Degut a la dissolució de l'Institut Escola, va haver de seguir els seus estudis en el Col·legi Acadèmia Cervantes. Posteriorment va estudiar el batxiller en l'Acadèmia Santo Tomás de Villanueva i aprovar l'examen per estudiar a la universitat, però no es va arribar a matricular a causa de les seues obligacions en el negoci familiar.
Durant la dècada de 1950 va despertar novament el seu interés per l'art, i va entaular amistat amb alguns pintors valencians com ara Joaquim Michavila, Nassio Bayarri o Salvador Soria. Va freqüentar així mateix algunes tertúlies amb intel·lectuals valencians com ara Vicent Ventura, Josep Iborra o Joan Fuster.
El 1954 es va casar amb Dorotea Hoffmann i durant el viatge de noces a Itàlia, va recuperar l'interès pel dibuix, plasmant en un quadern paisatges i monuments. El 1956 va iniciar la seua formació artística, plenament autodidacta, pintant els seus primers quadres sense seguir una orientació estilística específica. L'any següent va fer la primera exposició individual, de dibuixos, en la Sala Mateu de la ciutat de València, i de dibuixos i pintura en La Decoradora d'Alacant. També al 1957 es va començar a relacionar amb el Grup Parpalló i va començar a utilitzar llandes i filferros per anar aprofundint en les possibilitats i formes que es poden obtindre dels metalls.
L'any 1958 es va desplaçar, junt amb diversos amics, fins a Brussel·les, on s'estava celebrant l'Exposició Universal. A la capital belga es va posar en contacte amb l'obrar de Brâncuşi, la qual cosa fou determinant perquè Alfaro decidira prioritzar les seues creacions al camp de l'escultura.
A la dècada de 1960 Alfaro va treballar en l'agència de publicitat Publipress, junt amb Ventura, Paco Jarque, J.J. Pérez Benlloch i Rafa Gassent, entre d'altres. Aquests van treballar per nombroses companyies, convertint-se en una de les primeres agències de València. Així i tot, l'interès artístic d'Alfaro anava més enllà del món de la publicitat, pel que es va endinsar en el disseny gràfic. D'aquesta manera, segons el crític d'art Daniel Giralt-Miracle, Alfaro va desenvolupar els esquemes de l'escola suïssa, duent fins les últimes conseqüències el rigor de la Bauhaus.
Tot i que sempre s'interessà a l'art, fins als quaranta-quatre anys no s'hi dedicà completament. Les seves obres, exposades a la Biennal de Venècia del 1966 (My Black Brother), assoliren un ressò internacional. A final de la dècada de 1960 experimentà profusament amb elements metàl·lics.
Durant la dècada de 1970 es va consolidar com a artista; el 1976 va participar de nou en la Biennal de Venècia i el 1979 va protagonitzar una gran mostra al Palau de Velázquez al Parc del Retiro de Madrid.
El 1980 experimentà amb el filferro i el marbre. El mateix any rep el Premi d'Honor Jaume I i el 1981 el Premi Nacional d'Arts Plàstiques d'Espanya. A mitjan aquesta dècada, va rebre la proposta de fer una exposició al palau i jardins d'estil barroc alemany d'Augustusburg, situat a la ciutat alemanya Brühl, dissenyat per François de Cuvilliés i en el qual es troba una escala obra de l'arquitecte Balthasar Neumann i frescos de Giambattista Tiepolo. L'objecte de l'exposició era commemorar els 700 anys d'existència de la localitat. L'exposició va ser batejada com Im Dialog mit dem Barock (En diàleg amb el Barroc), i en ella va dur a terme una interpretació pròpia de les formes barroques, imitant Neumann, i altres artistes que aviat es van convertir en referents per a ell, com ara Gian Lorenzo Bernini o Francesco Borromini, creant una intencionada escenografia capaç d'unir dos temps.
A principis de 1990 va començar a implementar l'ús de la pedra a les sues creacions, arran d'un fructífer viatge cultural a Egipte. A més, l'escultor va tornar a ser convidat, al 1995, a la Biennal de Venècia, aquesta vegada acompanyat de l'artista Eduardo Arroyo.
Amb l'entrada al segle xxi, Alfaro es va retirar progressivament de la vida pública i també va minvar la seua producció artística. Els últims anys de la seua vida els va passar a Rocafort, apartat del focus mediàtic per problemes de salut. Alfaro va morir el 13 de desembre de 2012 a València.

## Premis i Reconeixements
- 1964 - Medalla d'or del V Saló Internacional de Març de València per la seva escultura La rella[5]
- 1980 - Premi d'Honor Jaume I (Lluís Carulla)
- 1981 - Premi Nacional d'Arts Plàstiques d'Espanya
- 1982 - Creu de Sant Jordi, «per la seva gran aportació a l'escultura catalana contemporània i per la seva defensa, des de València, de la unitat cultural dels països catalans»[11]
- 1991 - La Diputació de València li concedí el Premi Alfons Roig d'Arts Plàstiques.
- 1995 - Premi Tomás Francisco Prieto
- 2008 - Membre d'honor de la Reial Acadèmia Catalana de Belles Arts de Sant Jordi
- 2016 - Medalla d'honor de la Universitat de València (a títol pòstum)
- 2016 - Premi Julio González de la Generalitat Valenciana (a títol pòstum)

A més, el cantant xativí Raimon li dedicà una cançó al 1978, titulada Andreu, amic.

## Obres
Les seves obres més importants són La rella (1961), La veu d'un poble (1964-1965), Monument a l'amor (1965-1967), Bon dia llibertat (1975) i Catalan power (1976). També projectà diversos monuments, com ara el Monument als Països Catalans, a Tàrrega (1979), o el Monument al Bimil·lenari de Tortosa (1986). L'any 1999 construí les Columnes de Bellaterra de la Universitat Autònoma de Barcelona.
La cronologia de les seues obres és la següent:
| Nom                                       | Ubicació                                                                       | Data |
| ----------------------------------------- | ------------------------------------------------------------------------------ | ---- |
| Espai per a font                          | Col·legi Alemany (València)                                                    | 1959 |
| Cosmos 62                                 | Calp (Marina Alta, Alacant)                                                    | 1960 |
| Estàtic                                   | Llançà (Alt Empordà, Girona)                                                   | 1960 |
| Homenatge al Mediterrani                  | Plaça de Sant Joan (Alacant)                                                   | 1960 |
| El Pardalot                               | Carrer Providència (Barcelona)                                                 | 1960 |
| Al vent                                   | Seu del Banc Sabadell (Barcelona), reubicada a Sant Cugat al 2009              | 1960 |
| Homenatge a Joan Fuster                   | Col·legi Públic Joan Fuster, Manises (Horta Sud, València)                     | 1961 |
| Homenatge a la llibertat de consciència   | Carrer Universitat (València)                                                  | 1964 |
| Mareny Blau                               | Mareny Blau, Sueca (Ribera Baixa, València)                                    | 1964 |
| Seguisc buscant llibertat                 | Carrer Providència (Barcelona)                                                 | 1964 |
| Àguiles de Santa Àgueda                   | Benicàssim (Plana Alta, Castelló)                                              | 1965 |
| Deu rectangles                            | Edifici Atalaya, Av. Diagonal (Barcelona)                                      | 1966 |
| Creu de ciment                            | Autovia d'Ademús (Sant Antoni de Benaixeve, Camp de Túria)                     | 1967 |
| El meu poble i jo                         | Banc Atlàntic Carrer de Colom (València)                                       | 1968 |
| Un arbre per l'any 2000                   | Nuremberg (Alemanya)                                                           | 1971 |
| Generatriu I                              | Autopista de la Mediterrània, Àrea de Servei La Selva (Maçanet, Girona)        | 1971 |
| Un món per a infants                      | Museo de Escultura al Aire Libre de la Castellana (Madrid)                     | 1972 |
| Generatriu 6                              | Càceres (Extremadura)                                                          | 1972 |
| El molí                                   | Santa Cruz de Tenerife (Illes Canàries)                                        | 1973 |
| Un nou dia                                | Avinguda de la Mar, El Puig de Santa Maria (Horta Nord, València)              | 1974 |
| Català Power                              | Plaça Major, Banyoles (Pla de l'Estany, Girona)                                | 1975 |
| Bon dia, llibertat                        | Fundació Joan Miró (Barcelona)                                                 | 1975 |
| Doble                                     | Carretera Manises, Paterna (Horta Nord, València)                              | 1975 |
| Donant-li voltes                          | Carrer de Colom (València)1                                                    | 1975 |
| Quadrat Corb                              | Plaça Benidorm, Dénia (Marina Alta, Alacant)                                   | 1975 |
| El matí                                   | Pont de la Margineda (Andorra la Vella, Andorra)                               | 1976 |
| Gran cercle negre                         | Parc de Mar (Palma)                                                            | 1976 |
| Mai perdrem l'esperança                   | Coblença (Alemanya)                                                            | 1976 |
| Rombes Bessones                           | Parc de Cervantes (Barcelona)                                                  | 1976 |
| Adéu, Visconti                            | Vitòria (Àlaba, Euskadi)                                                       | 1976 |
| Homenatge a Ausiàs March                  | Jardins del Real (València)                                                    | 1977 |
| Un sol per Mülheim                        | Mülheim (Alemanya)                                                             | 1977 |
| Som                                       | Palau de Justícia de Colònia (Alemanya)                                        | 1977 |
| Lliure                                    | Gandia (La Safor, València)                                                    | 1977 |
| El caragol                                | Madrid (Espanya)                                                               | 1978 |
| Cinc per sis                              | Seu de Bancaixa (València)                                                     | 1978 |
| Lebenskraft (La força de viure)           | Magúncia (Alemanya)                                                            | 1979 |
| Homenatge al Rei Jaume I                  | Plaça de l'Ajuntament, El Puig (Horta Nord, València)                          | 1979 |
| Monument als Països Catalans              | Plaça del Carme, Tàrrega (Urgell, Lleida)                                      | 1979 |
| Atenea                                    | Museu Reina Sofia (Madrid)                                                     | 1979 |
| Hospital General                          | Hospital General de València                                                   | 1980 |
| Cercle berninià                           | Plaça d'accés a Sant Domènec (Xàtiva)2                                         | 1980 |
| Simetria asimètrica                       | Conselleria de Cultura, Educació i Ciència (València)                          | 1980 |
| Campionat Mundial de futbol 1982          | Avinguda Aragó (València)                                                      | 1981 |
| L'Olimp de Weimar                         | Frankfurt (Alemanya)                                                           | 1982 |
| Escultura per a Europa                    | Plaça d'Europa, Girona (Gironès)                                               | 1983 |
| La porta de l'univers                     | Frankfurt (Alemanya)                                                           | 1983 |
| Línies al vent II                         | Parc de Mar (Palma)                                                            | 1983 |
| Desenvolupament                           | Múnic (Alemanya)                                                               | 1983 |
| Línies al vent V                          | Palau March (Palma de Mallorca)                                                | 1983 |
| Puerta de la Ilustración                  | Avenida de la Ilustración (Madrid)                                             | 1984 |
| Conjunt monumental                        | Coblença (Alemanya)                                                            | 1984 |
| El món                                    | Frankfurt (Alemanya)                                                           | 1985 |
| Monument al Bimil·lenari                  | Tortosa (Baix Ebre, Tarragona)                                                 | 1986 |
| Aldaia                                    | Plaça de la Constitució, Aldaia (Horta Sud, València)                          | 1986 |
| Les tres Gràcies                          | Aeroport de Manises (València)                                                 | 1988 |
| Monument a les Amèriques                  | Paseo del Empecinado (Burgos)                                                  | 1987 |
| Escultura al Mil·lenari de Catalunya      | Jardins del Polígon Mas Blau, El Prat de Llobregat (Baix Llobregat)            | 1989 |
| Charlotte von Stein                       | Estació del Nord (València)                                                    | 1989 |
| Rombes bessons III                        | Plaça de la Generalitat, Borriana (Plana Baixa, Castelló)                      | 1989 |
| Escultura del Banc Santander              | Nova York (Estats Units)                                                       | 1991 |
| Columna Olímpica                          | Port Olímpic de Barcelona (Barcelona)                                          | 1992 |
| La dona treballadora                      | Terrassa (Vallès Occidental, Barcelona)                                        | 1993 |
| Ramsés                                    | Las Palmas de Gran Canaria (Illes Canàries)                                    | 1994 |
| Porta pavelló Espanya Biennale di Venezia | Biennal de Venècia (Itàlia)                                                    | 1994 |
| Columnes de Bellaterra                    | Campus de Bellaterra-Universitat Autònoma de Barcelona (Cerdanyola del Vallès) | 1999 |
| Arbre d'interior                          | Seu central de la CAM, Alacant (Alacantí)                                      | 1995 |
| Homenatge a Enric Prat de la Riba         | Plaça Prat de la Riba, Barcelona (Catalunya)                                   | 1996 |
| Amical Mauthausen                         | Vilanova i la Geltrú (Garraf, Barcelona)                                       | 1998 |
| Mossén Verdaguer                          | Parc dels estudis, Vic (Osona, Barcelona)                                      | 2000 |
| Ones                                      | Port de Barcelona (Barcelona)                                                  | 2002 |
| Homenatge a Cavanilles                    | Jardí Botànic (València)                                                       | 2004 |

1. L'escultura Donant-li voltes fou donada pel Grup Porcelanosa a l'Ajuntament de València al 2018, durant el govern de Joan Ribó.[14]
2. El Cercle Berninià fou instal·lat al Palau de la Generalitat el 2019 durant la presidència de Ximo Puig, però el govern de PP i VOX va decidir retirar-lo l'any 2024.[15]

## Galeria
Algunes vistes de la seva obra Lebenskraft (1979), situada davant de l'Ajuntament de Magúncia, a la plaça Jockel-Fuchs, des del 1982, i altres obres seves.

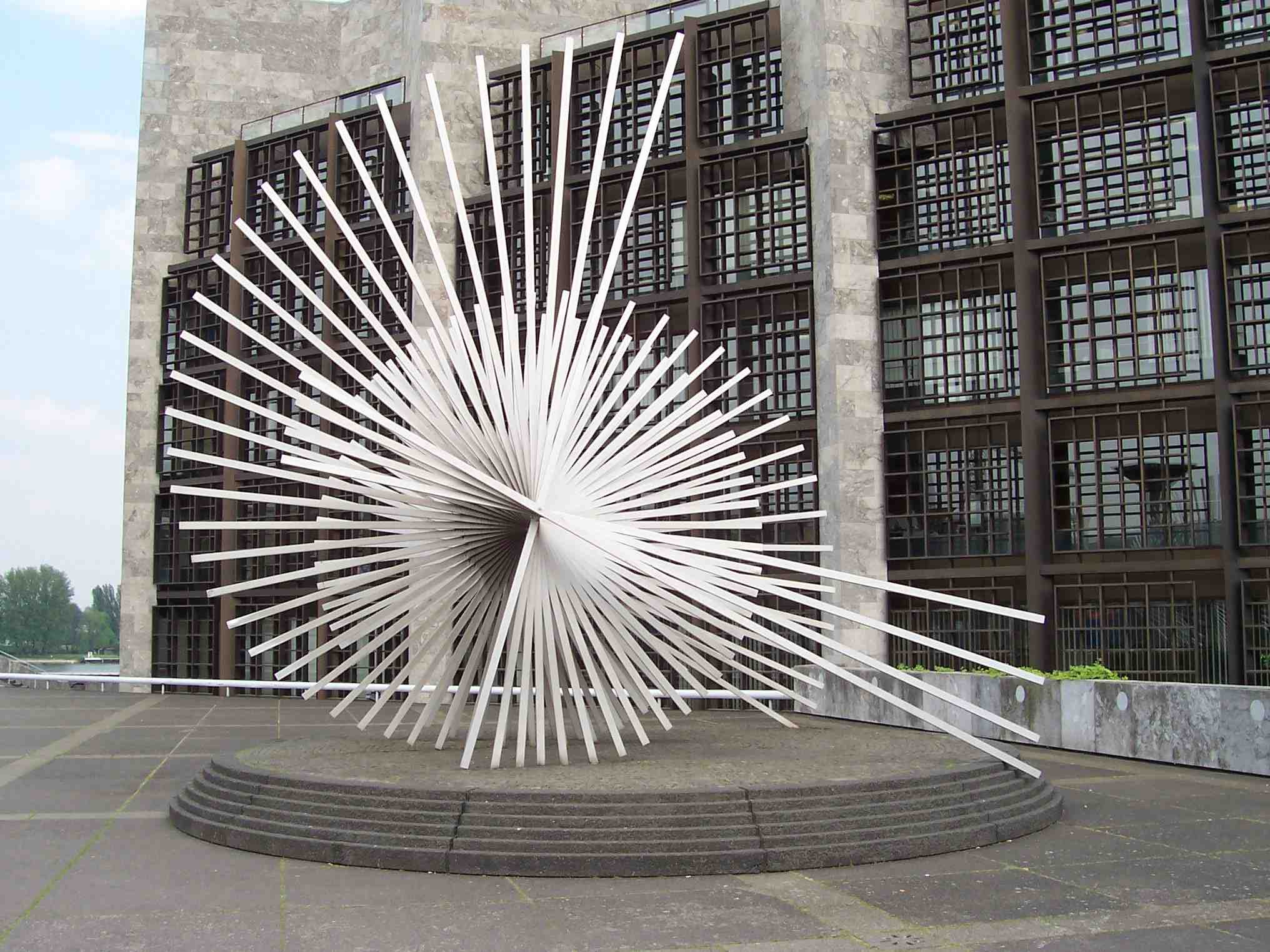
Lebenskraft (1979), vista 1
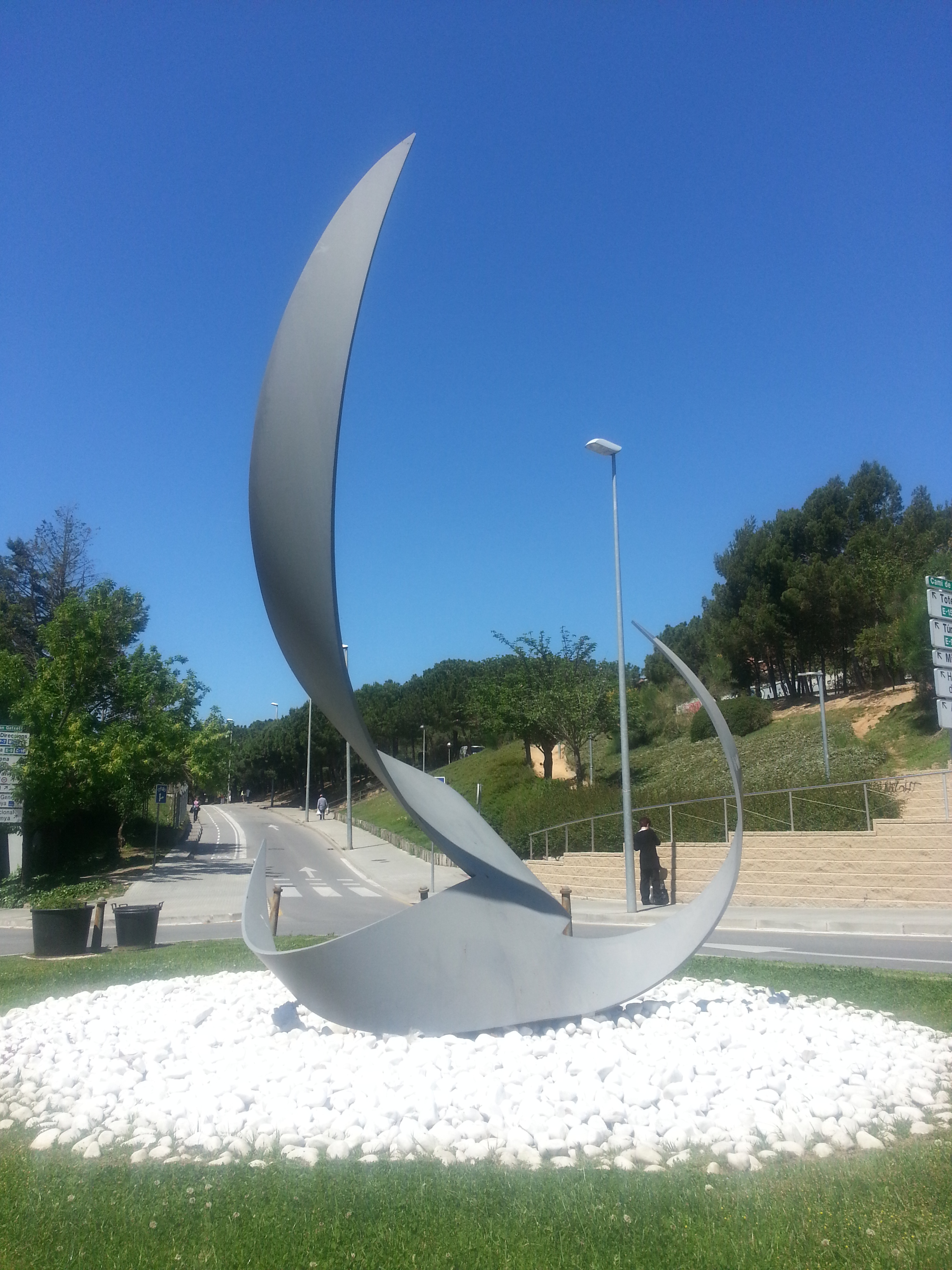
Camins de llibertat, o Al vent (1965)
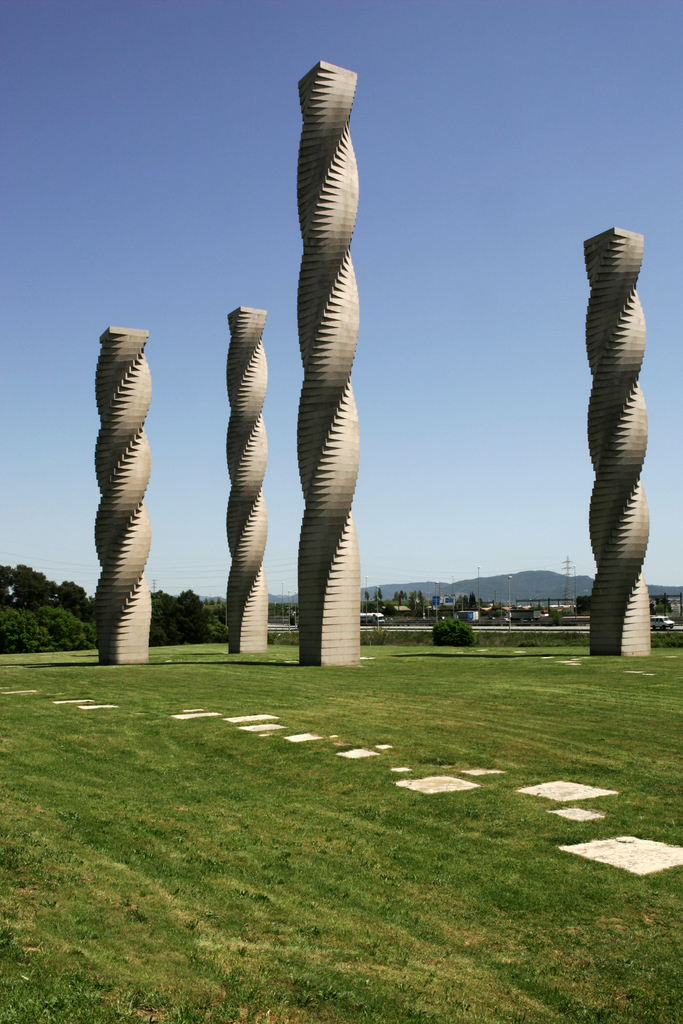
Columnes de Bellaterra (1995)
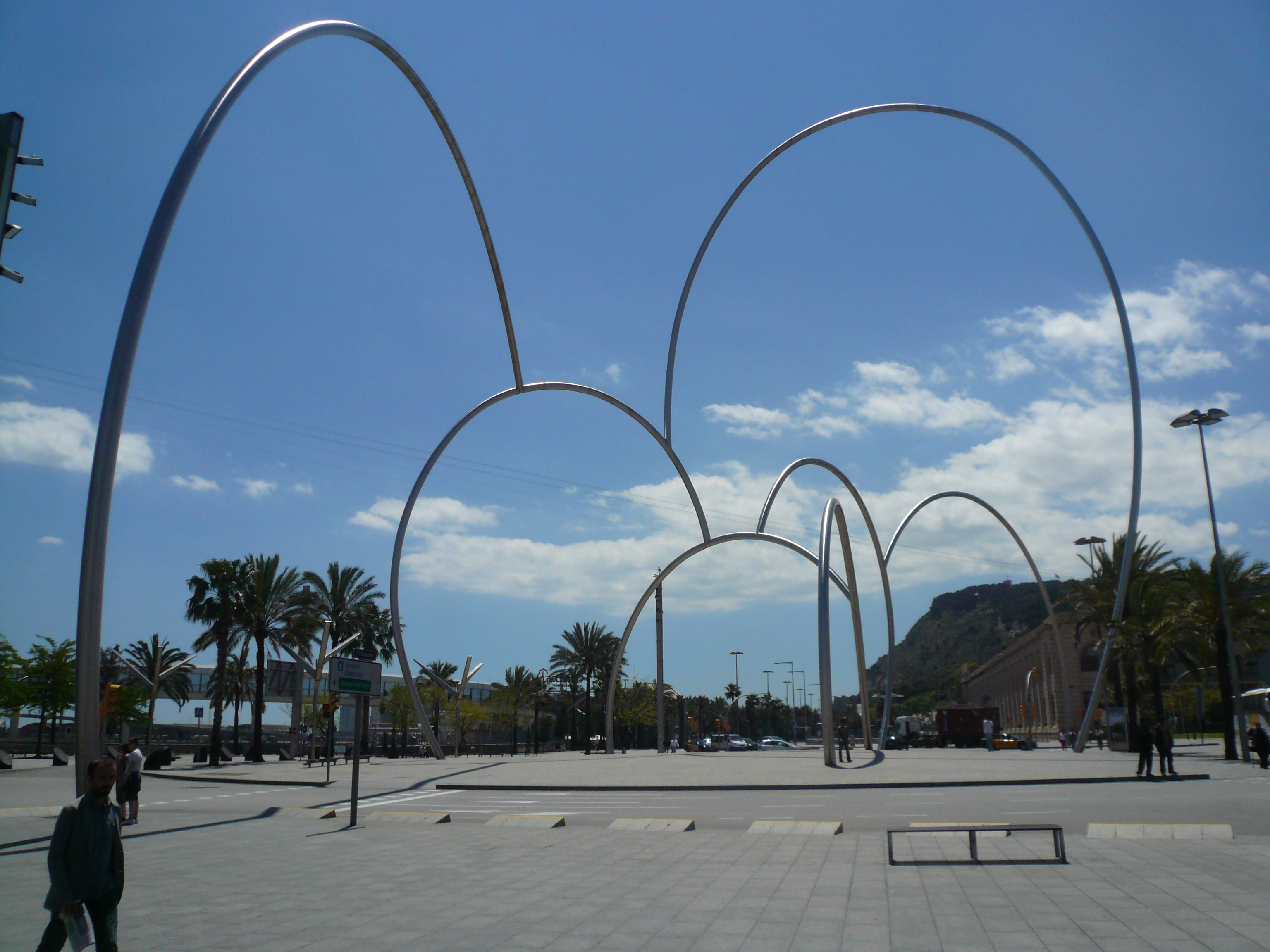
Ones del Port de Barcelona
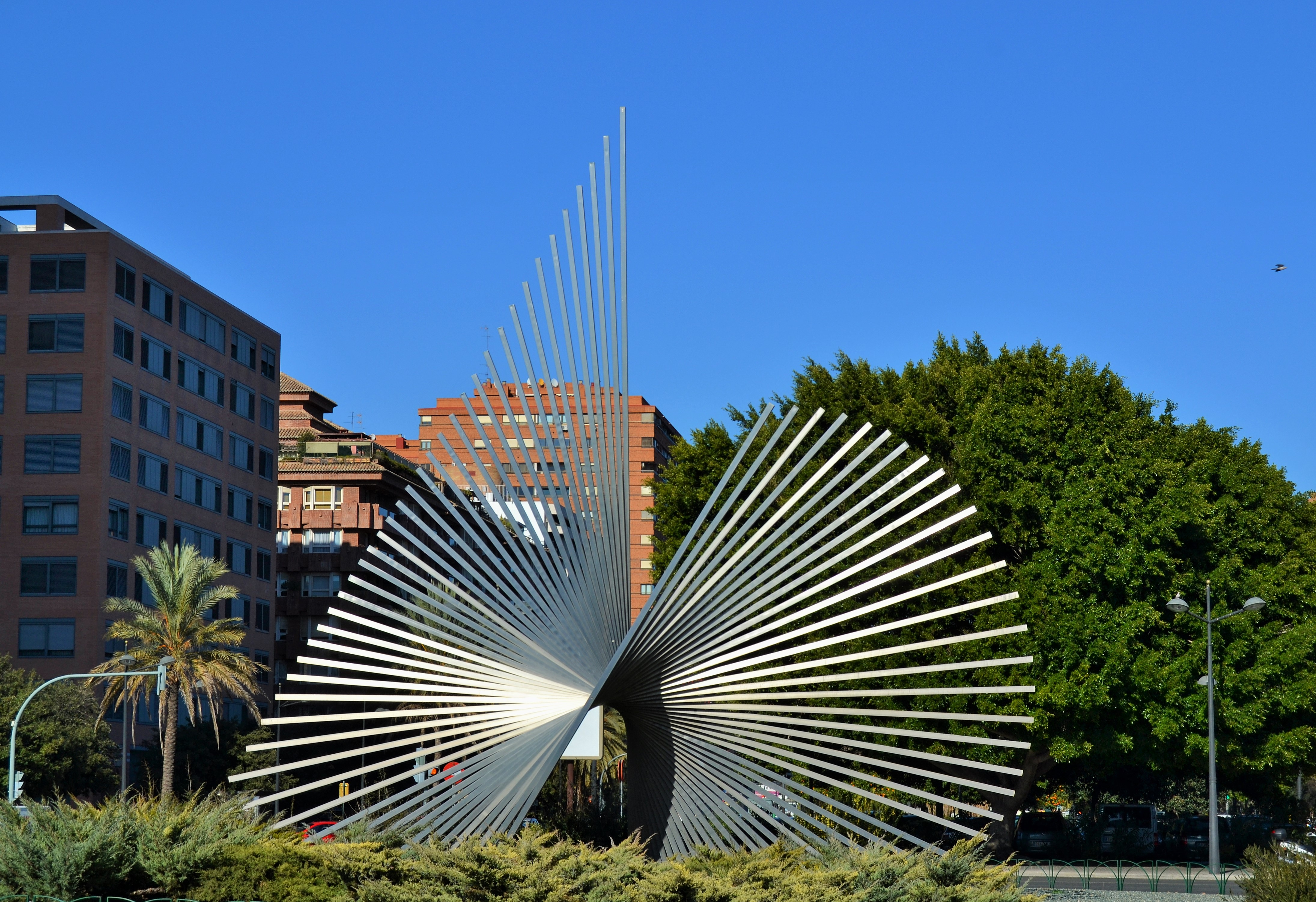
Monument a la Copa del Món del 1982 a la Av. Aragó (València)
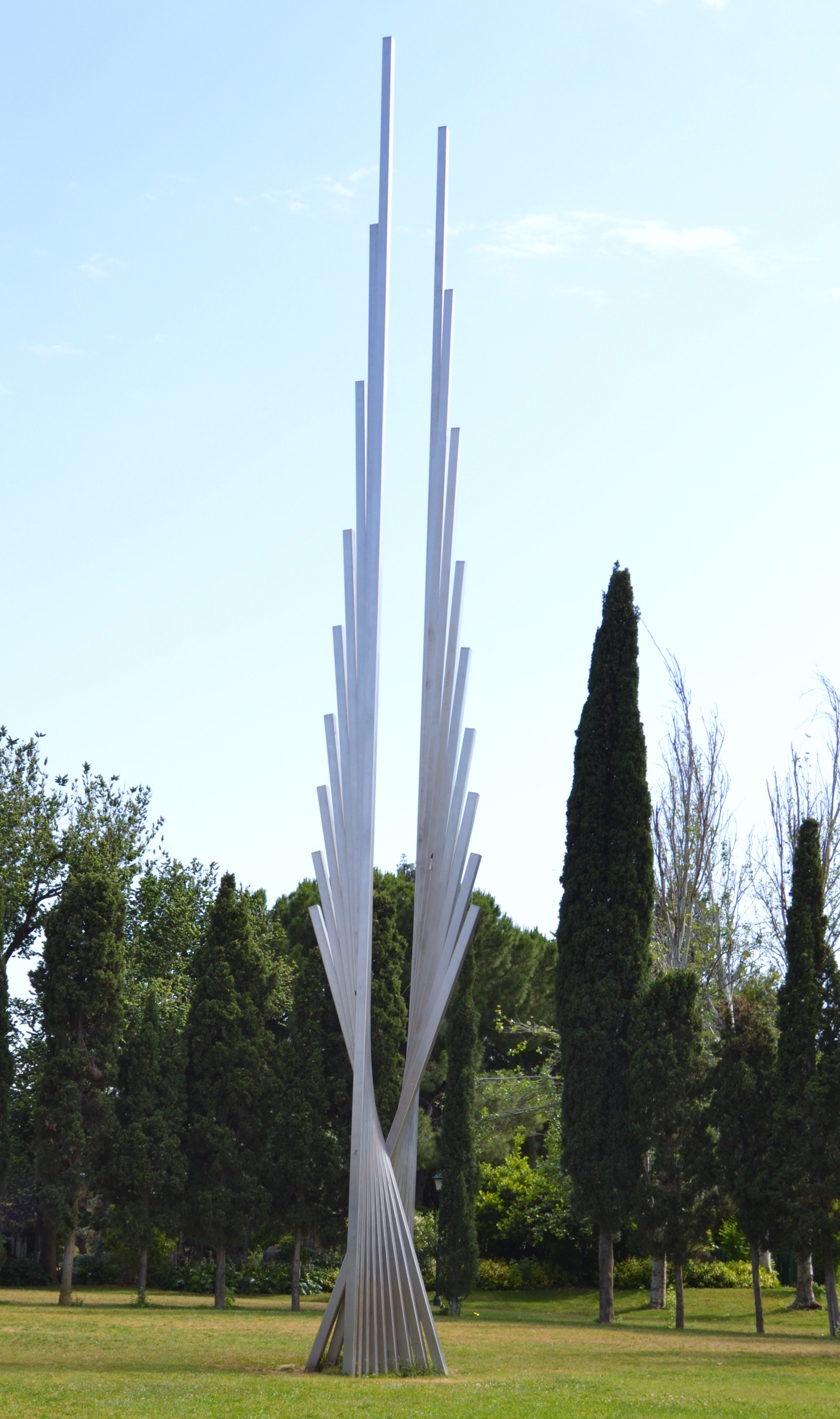
Monument a Ausiàs March al Jardí de Vivers (València)
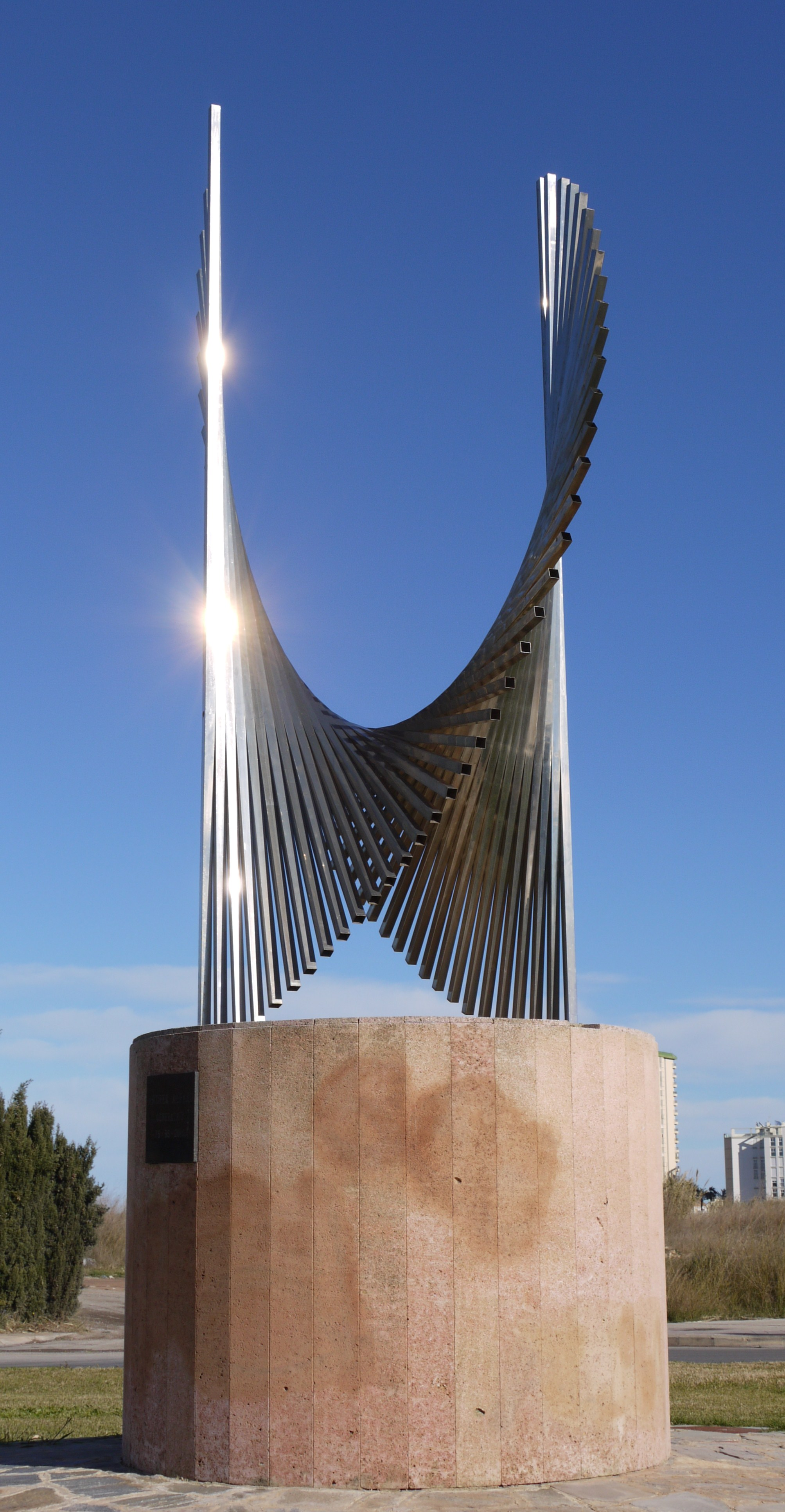
Un nou dia (1974)
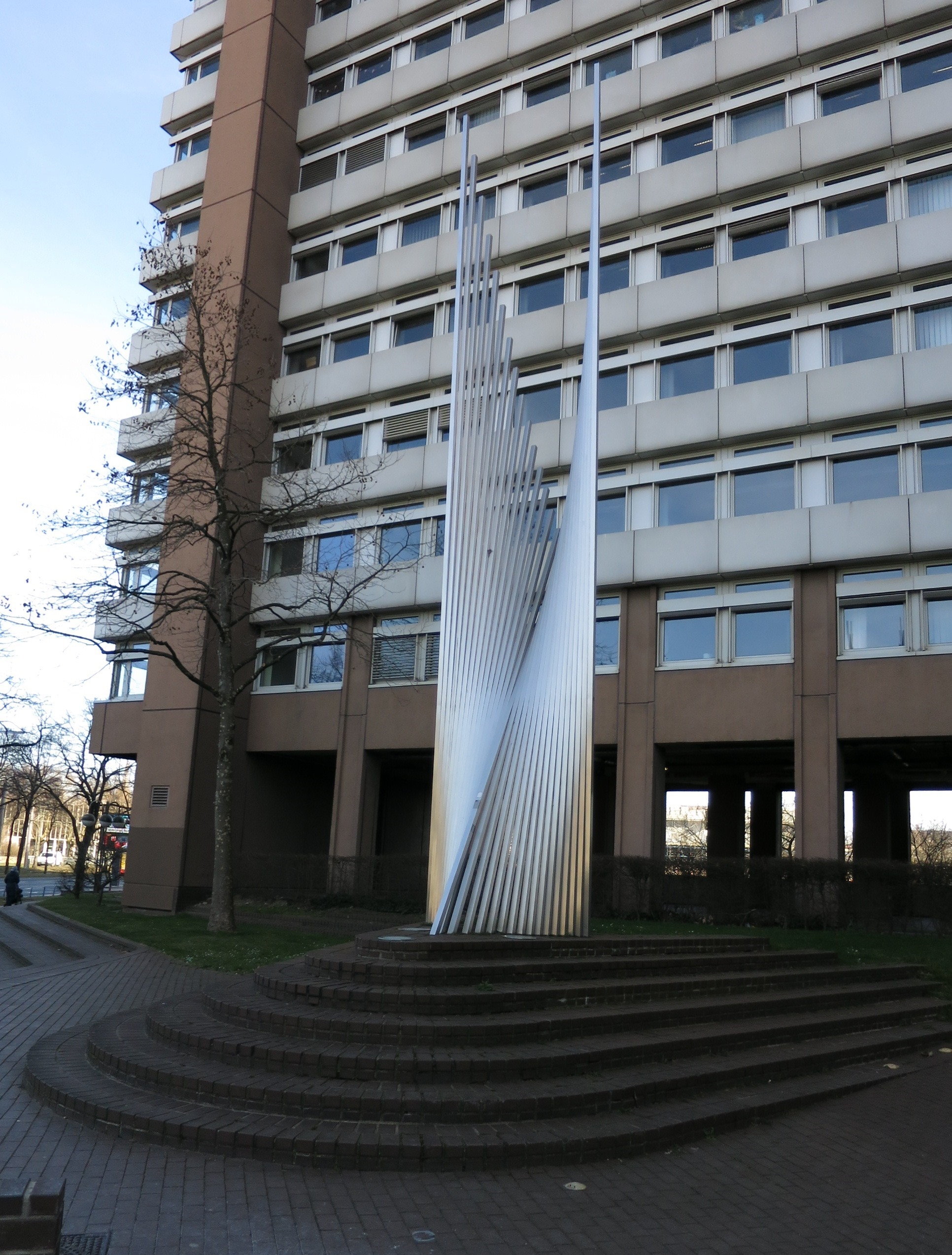
Som (1988)
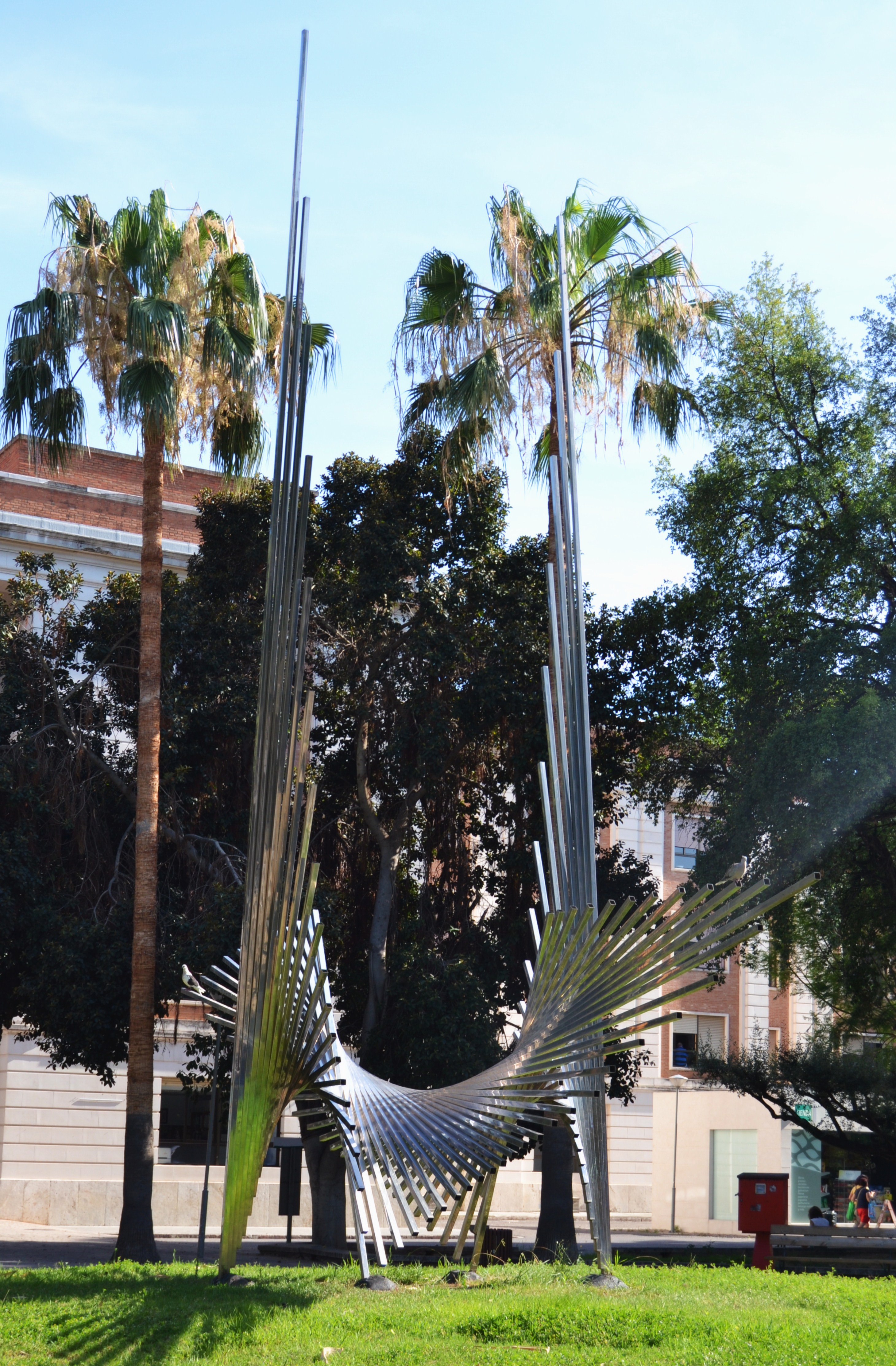
Monument d'Alfaro a l'Hospital General de València
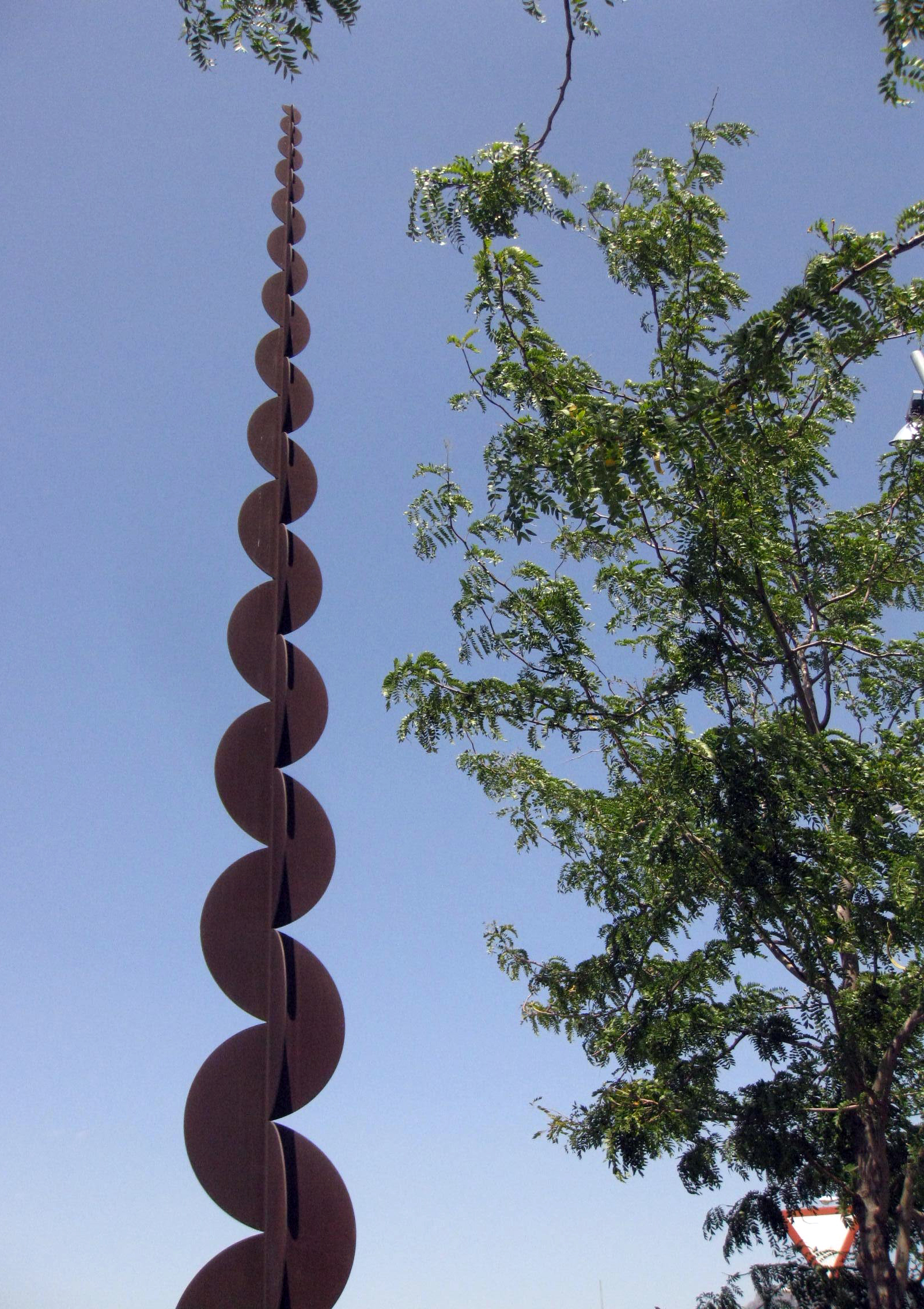
La dona treballadora
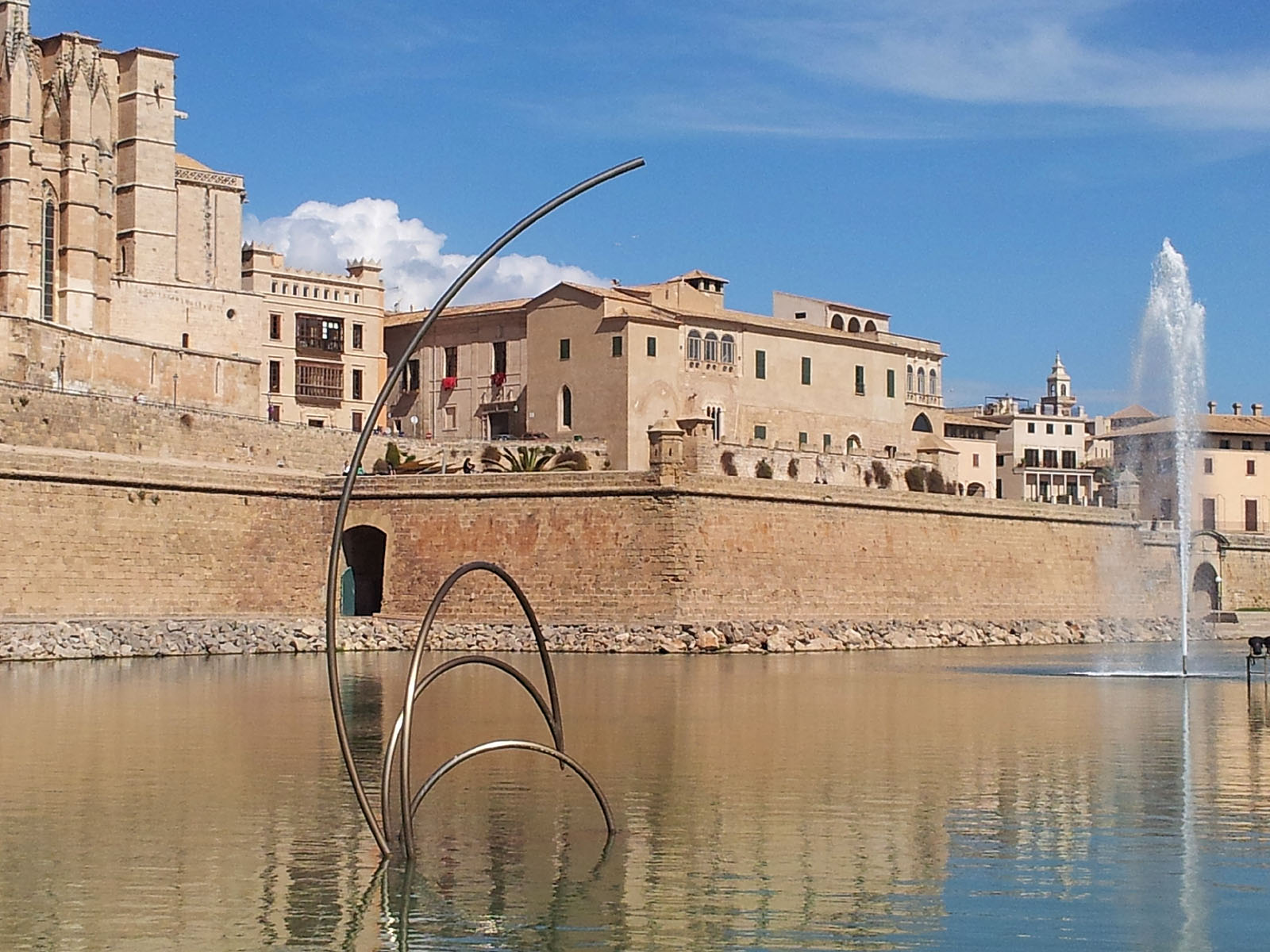
Escultura d'Alfaro al Parc de Mar de Palma
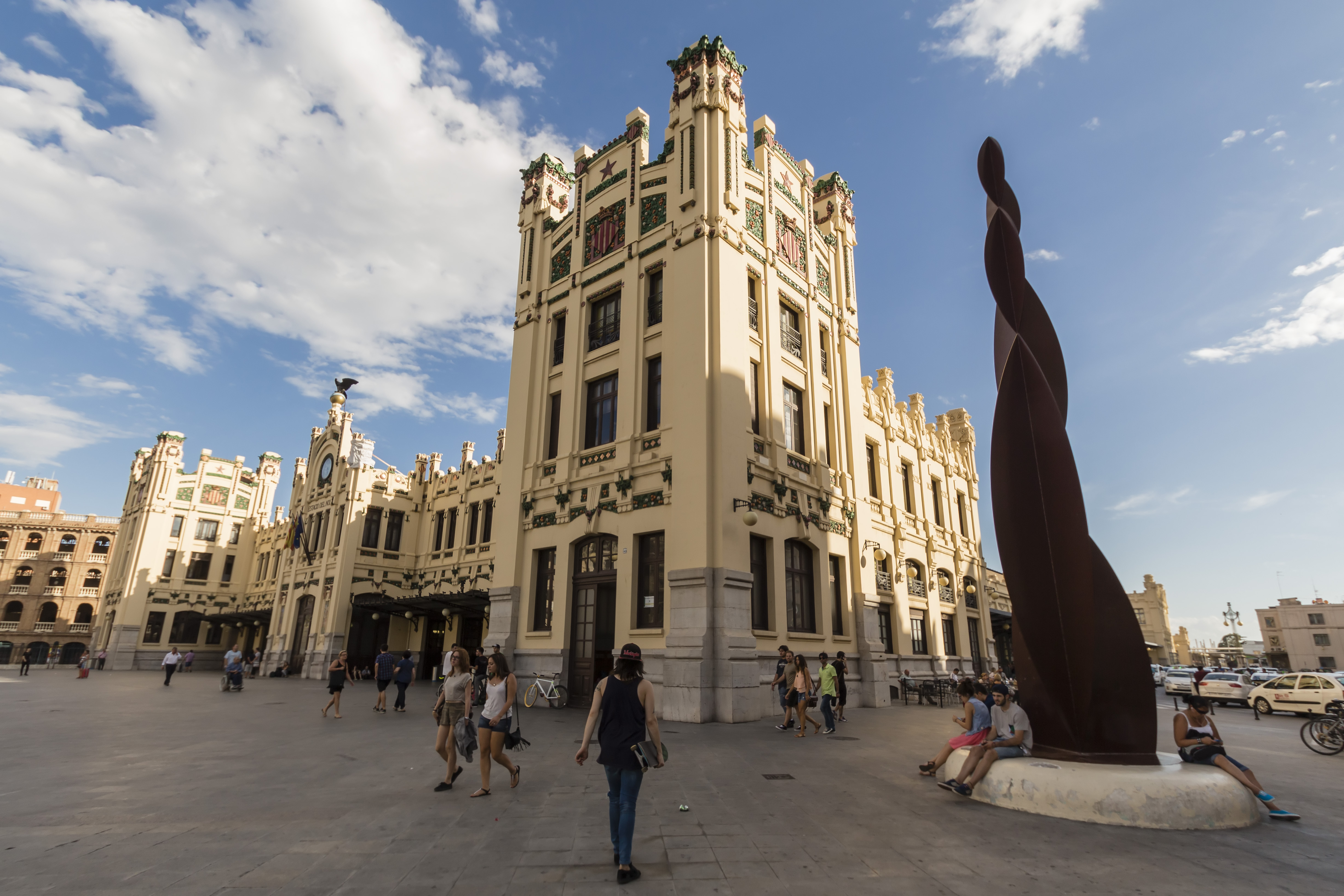
Charlotte von Stein, monument d'Alfaro a l'Estació del Nord de València